# Mot vide

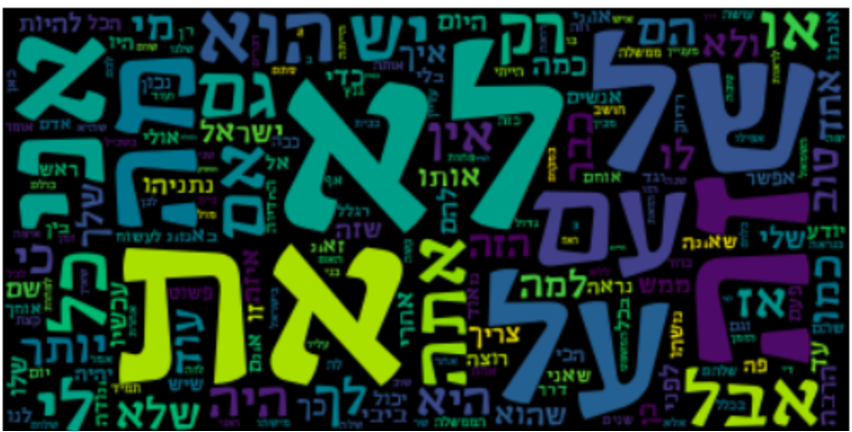
Mots vides en hébreu word cloud.
Nuage de mots des mots les plus courants en hébreu Twitter, contenant principalement des mots vides

En recherche d'information, un mot vide (ou stop word, en anglais) est un mot qui est tellement commun qu'il est inutile de l'indexer ou de l'utiliser dans une recherche. En français, des mots vides évidents pourraient être « le », « la », « de », « du », « ce ».
Un mot vide est un mot non significatif figurant dans un texte. On l'oppose à mot plein.
La signification d'un mot s'évalue à partir de sa distribution (au sens statistique) dans une collection de textes. Un mot est dit « vide » si sa distribution est uniforme sur les textes de la collection. En d'autres termes, un mot qui apparaît avec une fréquence semblable dans chacun des textes de la collection n'est pas discriminant car il ne permet pas de distinguer les textes les uns par rapport aux autres.
Lorsque tous les textes de la collection sont rédigés dans une même langue, les mots vides sont principalement des mots caractéristiques de cette langue comme les prépositions, les articles, les pronoms. D'où l'assimilation courante entre mots vides et mots grammaticaux et partant, entre mots pleins et mots lexicaux (noms, verbes, adjectifs). Les listes préétablies, dites de mots vides, utilisées par les moteurs de recherche sont ainsi des listes de mots grammaticaux. Elles sont parfois appelées « anti-dictionnaires ».
Cependant dans une collection de textes réunis autour d'un thème commun, certains mots peuvent respecter une distribution uniforme. Ce sont alors des mots vides pour cette collection bien qu'ils ne soient pas des mots grammaticaux. D'autre part, certains mots grammaticaux sont assez rares pour constituer des mots pleins : via par exemple.